# إيبون نافارو
إيبون نافارو (بالإسبانية: Ibon Navarro)‏ مواليد 30 أبريل 1976 في فيتوريا-غاستايز، إسبانيا، هو مدرب كرة سلة إسباني ولاعب معتزل. يدرب باسكت مانريسا في الدوري الإسباني لكرة السلة.

## الإنجازات
- 2007–08 ساسكي باسكونيا. بطولة الدوري الإسباني لكرة السلة.
- 2009–10 ساسكي باسكونيا. بطولة الدوري الإسباني لكرة السلة.
- 2011–12 فالنسيا باسكت. وصافة كأس أوروبا لكرة السلة.

## روابط خارجية
- إيبون نافارو على موقع ريلجم (الإنجليزية)
- إيبون نافارو على موقع الدوري الإسباني لكرة السلة (الإسبانية)